# Jugazan
Jugazan – miejscowość i gmina we Francji, w regionie Nowa Akwitania, w departamencie Żyronda.
Według danych na rok 1990 gminę zamieszkiwało 218 osób, a gęstość zaludnienia wynosiła 39 osób/km² (wśród 2290 gmin Akwitanii Jugazan plasuje się na 959. miejscu pod względem liczby ludności, natomiast pod względem powierzchni na miejscu 1388.).